# アップセッターズ
ジ・アップセッターズ (The Upsetters) はジャマイカのレゲエバンド。1968年から1986年まで、リー・ペリー (Lee Perry) のハウスバンドとして活躍し、数多くのアーティストと演奏をした。バンド名はリー・ペリーのアルバム、「ジ・オリジナル・アップセッター」(The Original Upsetter) に由来する。

## バンドの変遷

### 第1期
1968年、「the Upsetter」レーベルを立ち上げたリー・ペリーのスタジオバンドとして結成された。その時の主要なメンバーは以下の通り。
- キーボード　Gladdy Anderson、Winston Wright
- ベース　Jackie Jackson
- ドラムス　Hugh Malcom、Lloyd "Tin Legs" Adams

このメンバーのラインナップは、「グラディズ・オールスターズ (Gladdy's All-Stars)」としても知られている。彼らは「マン・フロム・MI5 (Man from MI5)」、「リターン・オブ・ジャンゴ (Return of Django)」、「ライブ・インジェクション (Live Injection)」
などの曲を リー・ペリーと共に録音している。 1969年秋には、「リターン・オブ・ジャンゴ (Return of Django)」がイギリスでヒットしている。

### 第2期
1969年、リー・ペリーはヨーロッパツアーに出る際に、第1期メンバー達はみな都合がつかなかった。その代わりに、バニー・リーと共にセッションの仕事をしていた「ザ・ヒッピーボーイズ (The Hippy Boys)」と呼ばれる若いバンドが、ジ・アップセッターズとして帯同した。この時の主要なメンバーは以下の通り。
- キーボード　Glen Adams
- ギター　Alva "Reggie" Lewis
- ベース　アストン・バレット
- ドラムス　カールトン・バレット

ヨーロッパツアーの後も、リー・ペリーはジ・アップセッターズや、ザ・ウェイラーズ（ボブ・マーリー、ピーター・トッシュ、バニー・ウェイラーによるトリオ）らと密接に仕事をした。1971年に金銭トラブルから、リー・ペリーと彼らの関係が決裂。バレット兄弟の名前で知られるアストン・バレットとカールトン・バレットはウェイラーズに移り、その後はボブ・マーリー&ザ・ウェイラーズとして活動する。

### 第3期 ブラック・アーク時代
1974年から1979年まで、リー・ペリーが、スタジオブラック・アークで仕事をした期間は、アップセッターズのメンバーは以下の主要なメンバーにほぼ固定される。
- キーボード　Winston Wright、Keith Stirling
- ギター 　アール・チナ・スミス
- ベース　ボリス・ガーディナー (Boris Gardiner)
- ドラムス　Mikey Richards、スライ・ダンバー、 Benbow Creary

## クレジットに見られるバンドの別名
- Upsyndicates
- Upsetter Pilgrims
- Third And  Fourth Generation
- Upsetting Upsetters
- Mighty Upsetters
- Black Ark Players

## 参加したプレイヤー
もともとハウスバンドという性質上、アップセッターズには以下のさまざまなミュージシャンが参加している。

### ベース
アストン・バレット、Jackie Jackson、ボリス・ガーディナー (Boris Gardiner)、Radcliffe Bryan、ロビー・シェイクスピア、Spike

### ドラムス
カールトン・バレット、Lloyd "Tin Leg" Adams、Lloyd Knibb、Mikey Richards、スライ・ダンバー、Benbow Creary、Winston Grennan、Hugh Malcolm、Peng

### キーボード
Glen Adams、Winston Wright、アンセル・コリンズ、Gladstone Anderson、Keith Stirling、Theophilus Beckford、Robbie Lyn、オーガスタス・パブロ、Mark Downie、Russ Cummings

### ギター
Alva Lewis、Hux Brown、アール・チナ・スミス、Ron Williams、アーネスト・ラングリン、Willie Lindo、Michael Chung、Robert Johnson、Geoffrey Chung、Mark Downie、Tarlok Mann

### サックス
Val Bennett、トミー・マクック、リチャード・ホール (Richard "Dirty Harry" Hall)、Glen DaCosta、Lloyd Clarke

### ホーン
ヴィン・ゴードン (Vin Gordon)、Ron Wilson、Bobby Ellis、David Madden、Egbert Evans、Trevor Jones

### ボーカル
リー・ペリー、デイヴ・バーカー、Leo Graham、マックス・ロメオ (Max Romeo)、Jah Lion

## ディスコグラフィー
アルバム
- The Upsetter (1969)
- Return of Django (1969)
- Clint Eastwood (1970)
- Many Moods of the Upsetters (1970)
- Scratch the Upsetter Again (1970)
- The Good, the Bad and the Upsetters (1970)
- Eastwood Rides Again (1970)
- Upsetters 14 Dub Blackboard Jungle (1973)
- Double Seven (1974)
- Musical Bones (1975)
- Return of Wax (1975)
- Revolution Dub (1975) [credited as リー・ペリー & the Upsetters]
- Super Ape (1976)
- Return of the Super Ape (1978)
- Battle of Armagideon (Millionaire Liquidator (1986) [credited as Mr. Lee 'Scratch' Perry and the Upsetters]

コンピレーション・アルバム
- All The Hits (1994) [Lee Perry And The Upsetters]

関連アルバム
- Dave Barker meets The Upsetters: Prisoner of Love (1970)
- マックス・ロメオ & The Upsetters: War ina Babylon (1976)
- ジュニア・マーヴィン: Police and Thieves (1977)
- ヘプトーンズ: Party Time (1977)
- Full Experience: Full Experience (1990)
- The Rough Guide to Dub (2005, World Music Network)